# Victor Van Straelen
Victor Van Straelen est un paléontologue belge, né le 14 juin 1889 à Anvers et mort le 29 février 1964 à Bruxelles.

## Biographie
Il commence ses études à Anvers mais doit les interrompre après la mort prématurée de son père.  Il commence à travailler et réussit malgré tout à poursuivre ses études à Bruxelles où il obtient un titre de docteur en 1914. Durant la Première Guerre mondiale, il est affecté au service de géologie militaire. En 1919, il obtient un autre titre de docteur puis devient agrégé en 1925.
Van Straelen devient alors directeur du Musée royal d'histoire naturelle. Proche du roi Albert Ier, il devient directeur de l’Institut des parcs nationaux du Congo belge. Il est l’auteur d'une soixantaine de publications sur les crustacés fossiles. Il reçoit la médaille d’argent Darwin-Wallace en 1958.

## Source
- (fr) « Biographie de Victor Van Straelen »(Archive.org • Wikiwix • Archive.is • Google • Que faire ?) sur le site de la Société géologique de France